# Wojownicze Żółwie Ninja (film 2014)

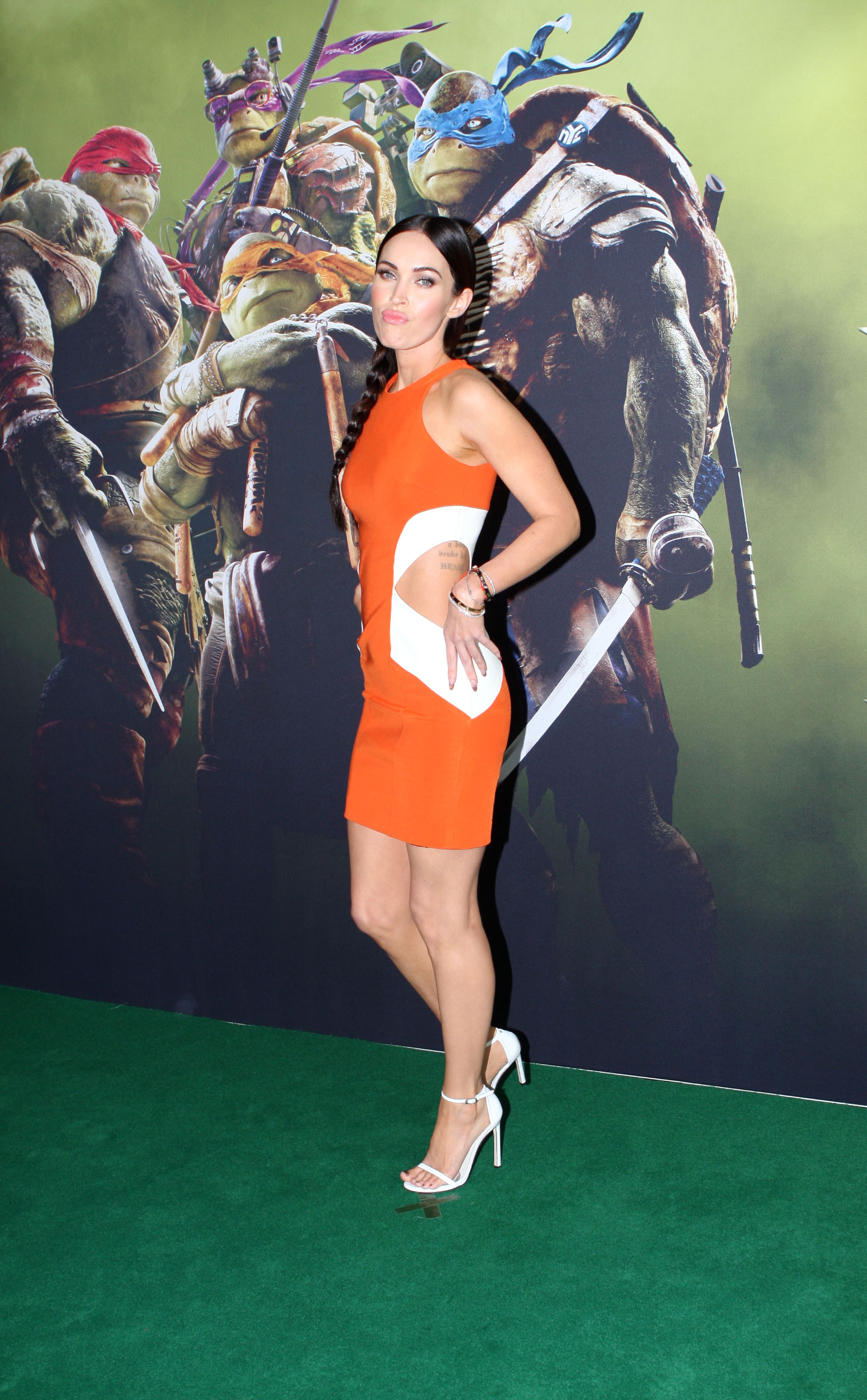
Megan Fox na premierze filmu w Sydney

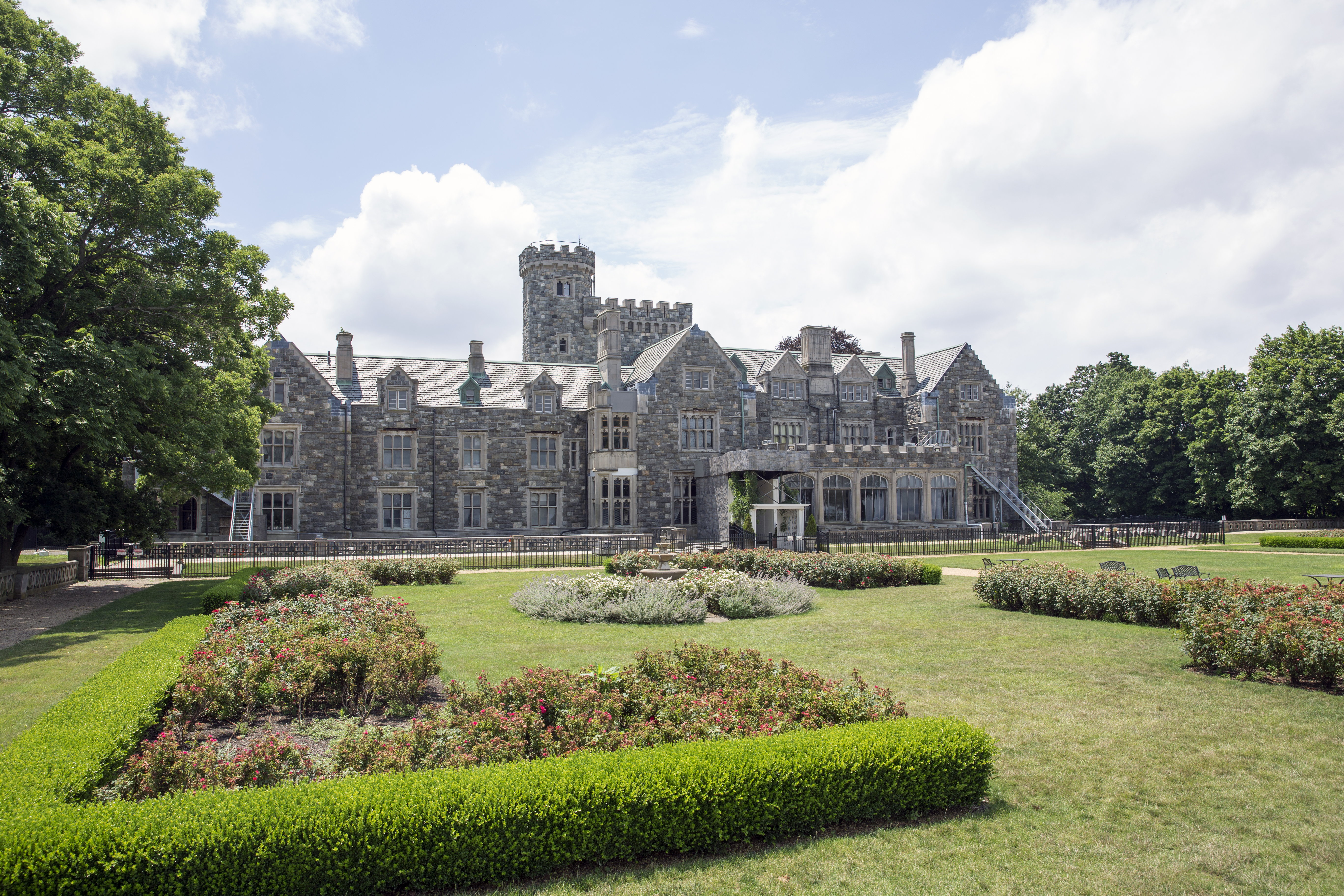
Hempstead House w Sands Point w stanie Nowy Jork to filmowa posiadłość Erica Sacksa

Wojownicze Żółwie Ninja (ang. Teenage Mutant Ninja Turtles) – amerykański film akcji w reżyserii Jonathana Liebesmana, będący rebootem serii Wojownicze Żółwie Ninja.

## Obsada
| Rola | Aktor                                | Polski dubbing           |
| --- | ------------------------------------ | ------------------------ |
| Leonardo | Pete Ploszek Johnny Knoxville (głos) | Piotr Bajtlik            |
| Raphael | Alan Ritchson                        | Paweł Ciołkosz           |
| Michelangelo | Noel Fisher                          | Bartosz Wesołowski       |
| Donatello | Jeremy Howard                        | Józef Pawłowski          |
| April O’Neil | Megan Fox                            | Marta Dobecka            |
| Eric Sacks | William Fichtner                     | Cezary Morawski          |
| Splinter | Danny Woodburn Tony Shalhoub (głos)  | Grzegorz Pawlak          |
| Vernon Fenwick | Will Arnett                          | Krzysztof Banaszyk       |
| Karai | Minae Noji                           | Monika Węgiel-Jarocińska |
| Bernadette Thompson | Whoopi Goldberg                      | Miriam Aleksandrowicz    |
| Shredder | Tohoru Masamune                      | Artur Dziurman           |
| Wersja polska: Start International Polska Reżyseria: Grzegorz Drojewski Dialogi: Marcin Bartkiewicz Dźwięk i montaż: Janusz Tokarzewski Kierownictwo produkcji: Anna Krajewska W pozostałych rolach: Tomasz Borkowski (Harley), Julia Siechowicz, Aleksander Mikołajczak, Andrzej Blumenfeld, Marta Dylewska, Joanna Borer, Elżbieta Gaertner, Miłogost Reczek, Olga Omeljaniec, Andrzej Chudy, Tomasz Traczyński, Kamil Kula, Jakub Wieczorek, Maciej Kowalik |                                      |                          |

## Produkcja

### Przygotowania
Po tym jak w październiku 2009 roku Nickelodeon nabył prawa do Wojowniczych Żółwi Ninja od Mirage Studios, pojawiła się wiadomość, że powstanie nowy film z serii, którego premierę wstępnie zaplanowano na 2012 rok. Pod koniec maja 2011 roku ogłoszono, że jego produkcją zajmie się wspólnie z Nickelodeon Movies i Paramount Pictures, Platinum Dunes należące do Michaela Baya, który został jego producentem oraz Bradley Fuller i Andrew Form. Napisaniem scenariusza pierwotnie mieli się zająć Matt Holloway i Art Marcum. Później miał to zrobić John Fusco, ale jego wersja nie spodobała się wytwórni, więc postanowiono, że scenariusz napiszą Josh Appelbaum i André Nemec. W lutym 2012 roku Jonathan Liebesman zakończył negocjacje z wytwórnią i został reżyserem filmu. Miesiąc później ogłoszono, że jego premiera została przesunięta na Boże Narodzenie 2013 roku.
Także na początku marca 2012 roku Michael Bay ujawnił, że film będzie zatytułowany po prostu Żółwie Ninja, a tytułowi bohaterowie będą się wywodzić z „rasy obcych”. Wiadomość ta spotkała się z falą krytyki ze strony fanów i aktora Robbiego Rista podkładającego głos pod Michelangelo w pierwszych filmach serii. W odpowiedzi na tę reakcję Bay wydał oświadczenie, w którym poprosił fanów o spokój, gdyż prace nad scenariuszem ciągle trwają i wszystkie ich uwagi zostaną w nim uwzględnione. Nową koncepcję twórców poparli również Brian Tochi, który w pierwszych trzech filmach podkładał głos pod Leonarda oraz aktorka Judith Hoag wcielająca się w postać April O’Neil. Także współtwórca całej serii Kevin Eastman zaapelował do fanów, by z ocenami poczekali na ostateczny wynik prac. Wiele pytań wywołała także kwestia przedstawienia samych Żółwi. Reżyser Jonathan Liebesman nie ujawnił wprost jak wizualnie będą się one wyglądać ale przyznał, że zadowoliłby go efekt taki jak uzyskano w Genezie planety małp. Dodał również, że film nie będzie się skupiał wyłącznie na wątkach sensacyjnych, ale będzie opowiadał też o braterstwie, przyjaźni i odpowiedzialności.
Pod koniec marca 2012 roku Michael Bay oznajmił na swojej stronie internetowej, że film będzie nosił tytuł Wojownicze Żółwie Ninja. Wyjaśnił, że wcześniej został skrócony na prośbę wytwórni Paramount, która chciała, by był on w uproszczonej wersji. Zapewnił także fanów, że tytułowi bohaterowie pozostaną bez zmian i będą tacy, jak zostali zapamiętani z poprzednich części. Z powodu zmian w scenariuszu premierę filmu przesunięto na 16 maja 2014 roku.
W sierpniu 2012 roku opublikowano w Internecie wczesny szkic scenariusza napisanego przez Josha Appelbauma i André Nemeca. Według tej wersji żółwie ninja miały przybyć na Ziemię z innego wymiaru zasiedlanego przez żółwich wojowników. Podobnie jak Splinter i Shredder, który jako obcy potajemnie miał działać jako agent rządowy. W odpowiedzi na tę publikację Michael Bay stwierdził, że ta wersja scenariusza powstała jeszcze zanim dołączył on do projektu i ostatecznie została odrzucona. 12 stycznia 2013 roku ogłoszono, że zdjęcia do filmu rozpoczną się w kwietniu w Nowym Jorku. Miesiąc później pojawiła się informacja, że jego premierę przesunięto na 6 czerwca 2014 roku, a do scenarzystów dołączył Evan Daugherty. W sierpniu 2013 r. Paramount ustalił ostateczną datę premiery na 8 sierpnia 2014 roku, tak by nie kolidowała ona z innymi produkcjami wytwórni wydawanymi w tym czasie.

### Casting
W połowie lutego 2013 roku poinformowano, że w rolę April O’Neil wcieli się Megan Fox, która wcześniej współpracowała z Michaelem Bayem przy dwóch pierwszych częściach serii Transformers. Miesiąc później doniesione, że rolę Rafaela, Leonarda, Donatella i Michelangelo zagrają kolejno Alan Ritchson, Pete Ploszek, Jeremy Howard i Noel Fisher. Na początku kwietnia do obsady dołączył także Will Arnett, którego rola pozostawała nieznana do czasu przecieku zdjęć, które ujawniły, że zagra przeciwnika April, Vernona Fenwicka. Z kolei do roli Splintera wybrano Danny’ego Woodburna. W maju do obsady dołączyli jeszcze Abby Elliott, Whoopi Goldberg oraz William Fichtner, który ujawnił, że wcieli się w postać Shreddera, który teraz nie będzie nazywany Oroku Saki tylko Eric Sacks.